# انرژی خلأ
انرژی خلأ، انرژی پس زمینه فضاست که در سراسر جهان وجود دارد. چنین رفتاری در اصل عدم قطعیت زمان-انرژی پیش‌بینی شده‌است؛ اصل عدم قطعیت زمان-انرژی می‌گوید همیشه مقداری عدم قطعیت در مقدار انرژی وجود دارد -نمی‌توان مقدار دقیق متغیرهای مزدوج مانند اندازه حرکت-مکان (یا زمان-انرژی) را به‌طور همزمان تعیین کرد- و ما هیچگاه نمی‌توانیم مقدار انرژی را به صورت کاملًا دقیق بدست آوریم. بنابراین نمی‌توانیم ادعا کنیم انرژی خلأ، دقیقاً صفر است و این بدان معناست که در یک بازهٔ زمانی بسیار کوتاه، خلأ دارای یک انرژی غیرصفر است. این انحراف از انرژی واقعی خلأ (یعنی صفر) را افت و خیز خلأ یا افت و خیز کوانتومی خلأ می‌نامیم؛ با این وجود، هنوز هم نمی‌توان تأثیر دقیق چنین مقدار انرژی زودگذری را ارزیابی کرد. انرژی خلأ، مورد خاصی از انرژی نقطه صفر است که به خلأ کوانتومی مربوط می‌شود.

## منبع انرژی، آثار و مسئله حل نشده
در نظریه میدان کوانتومی، خلأ پر از امواج الکترومغناطیسی در حال افت و خیز است که هیچگاه به‌طور کامل حذف نمی‌شوند، درست مانند اقیانوسی با امواجی پرتلاطم. این امواج دارای تمام طول موج‌های ممکن بوده و حضور آنها ثابت می‌کند فضای خالی مقدار معینی انرژی است که همیشه وجود دارد، ولی نمی‌توانیم آن را گیر بیندازیم.

چرا انرژی نقطه صفر خلأ باعث بزرگ شدن ثابت کیهان‌شناسی نمی‌شود؟ چه چیزی آن را از بین می‌برد؟
یکی از منابع انرژی خلأ ممکن است ذرات مجازی باشند که به صورت لحظه‌ای به وجود می‌آیند و نابود می‌شوند و عمر آن‌ها کوتاه‌تر از آن است که مشاهده شوند. این ذرات مجازیِ حاصل افت و خیزهای خلأ، ذراتی هستند که به‌طور همزمان در هر جایی از کائنات ساخته می‌شوند و معمولاً در یک بازه زمانی بسیار کوتاه وجود دارند. در واقع، این ذرات مجازی به صورت جفت های ذره-پادذره خلق شده و پس از مدت بسیار کوتاهی، نابود می شوند. هر چه عدم قطعیت زمان بیشتر باشد، عدم قطعیت انرژی کمتر خواهد بود. این بدان معناست که انرژی بیشترِ یک ذره‌ی مجازی باعث می‌شود جفت ذره-پادذره، سریع تر نابود شود. 

آثار انرژی خلأ را می‌توان در پدیده‌های گوناگونی مانند انتشار خودبه‌خود، اثر کاسیمیر و جابه‌جایی لمب مشاهده نمود و گمان می‌رود که بر رفتار جهان در مقیاس‌های کیهانی تأثیر می‌گذارد. با استفاده از کران بالایی ثابت کیهانی مقدار انرژی خلأ در هر متر مکعب فضا در حدود ۹-۱۰ ژول (معادل ۲-۱۰ اِرگ) تخمین زده شده‌است. با این وجود، در الکترودینامیک کوانتومی (QED)، جهت سازگاری با اصل تقارن لورنتز و با بزرگی ثابت پلانک مقدار بسیار بیشتری در مقیاس ۱۱۳ ۱۰ ژول در هر متر مکعب بدست می‌آید. که این اختلاف بزرگ به عنوان مشکل ثابت کیهان شناختی شناخته می‌شود.